# فرانز يوناس
فرانتس جوزيف يوناس (بالألمانية: Franz Jonas)، هو سياسي نمساوي، شغل منصب رئيس النمسا بين عامي 1965 و1974 كعضو في الحزب الاشتراكي النمساوي. شغل سابقًا منصب عمدة فيينا من 1951 حتى 1965، بالتزامن مع خدمته في البرلمان النمساوي.
دخل يوناس عالم السياسة في شبابه أثناء عمله كعامل ضبط مطبعي، حيث انضم إلى حركة الشباب الاشتراكي ونقابة الطابعين. بدأ بالعمل في مجلس بلدية فلوريدسدورف منذ عام 1945، ثم تولى مسؤولية إمدادات الغذاء في فيينا عام 1948، ومسؤولية الإسكان عام 1949. أبدى اهتمامًا بالقضايا الدولية، وقام بعدة زيارات دولية بصفته عمدةً ورئيسًا. أشرف أثناء رئاسته على تشكيل حكومة أقلية برئاسة برونو كرايسكي، زعيم الحزب الاشتراكي. 
توفي يوناس أثناء شغله المنصب بعد تشخيصه بسرطان المعدة.

## روابط خارجية
- فرانز يوناس على موقع الموسوعة البريطانية (الإنجليزية)
- فرانز يوناس على موقع مونزينجر (الألمانية)